# Doyline
Doyline es una villa ubicada en la parroquia de Webster en el estado estadounidense de Luisiana. En el Censo de 2010 tenía una población de 818 habitantes y una densidad poblacional de 94,42 personas por km².

## Geografía
Doyline se encuentra ubicada en las coordenadas 32°31′15″N 93°24′57″O / 32.52083, -93.41583. Según la Oficina del Censo de los Estados Unidos, la superficie de Doyline es de 8.66 km², de la cual 8.62 km² corresponden a tierra firme y (0.51%) 0.04 km² es agua.

## Demografía
Según el censo de 2010, había 818 personas residiendo en Doyline. La densidad de población era de 94,42 hab./km². De los 818 habitantes, Doyline estaba compuesto por el 80.2% blancos, el 16.38% eran afroamericanos, el 0.98% eran amerindios, el 0.12% eran asiáticos, el 0% eran isleños del Pacífico, el 0.24% eran de otras razas y el 2.08% pertenecían a dos o más razas. Del total de la población el 1.1% eran hispanos o latinos de cualquier raza.